# Shigeru Saeki
Shigeru Saeki (佐伯 繁, Saeki Shigeru; Toyama, 24 de junio de 1969) es un promotor y ejecutivo de artes marciales mixtas (MMA) japonés.
Saeki había trabajado como fotoperiodista en varios medios deportivos y en 2001, se convirtió en el presidente de la promoción Deep 2001. Saeki se unió a Dream Stage Entertainment (DSE) para promocionar la serie Pride Bushido que comenzó en 2003, donde ocupó el puesto de director de relaciones públicas.
Después de la disolución de DSE en 2007, Saeki continuó actuando como presidente de Deep y más tarde también se convirtió en el supervisor de la promoción femenina JEWELS formada en 2008. En 2011, Saeki se convirtió en uno de los co-promotores de la promoción amateur Japan MMA League (JML).